# The Broad Arrow
The Broad Arrow è un cortometraggio muto del 1911 diretto da Bert Haldane.

## Trama
Un evaso salva una ragazza dall'aggressione di alcuni vagabondi. Il padre di lei, per gratitudine, si traveste da bandito di strada per sviare l'attenzione dei poliziotti e permettere al fuggitivo di non essere ripreso.

## Produzione
Il film fu prodotto dalla Hepworth.

## Distribuzione
Distribuito dalla Hepworth, il film - un cortometraggio di 183 metri - uscì nelle sale cinematografiche britanniche nel dicembre 1911.
Si conoscono pochi dati del film che, prodotto dalla Hepworth, fu distrutto nel 1924 dallo stesso produttore, Cecil M. Hepworth. Fallito, in gravissime difficoltà finanziarie, il produttore pensò in questo modo di poter almeno recuperare il nitrato d'argento della pellicola.